# Кардинал червоногорлий
Кардинал червоногорлий (Cardinalis sinuatus) — вид горобцеподібних птахів родини кардиналових (Cardinalidae).

## Поширення
Вид поширений на півдні США (Аризона, Нью-Мексико, Техас) та у Мексиці. Птах є мешканцем пустель і напівпустель із зарослими чагарниками, віддаючи перевагу, зокрема, місцевості з поширеністю дерев роду Prosopis.

## Опис
Птах завдовжки до 21 см, вагою 24-43 г. Має масивне тіло, еректильний чубчик на голові та товстий, короткий та вигнутий дзьоб.
На відміну від двох інших видів кардиналів, у цього птаха червоного кольору значно менше: у самця він утворює смугу, яка починається від обличчя (де утворює маску навколо очей і дзьоба) продовжується до горла, грудей, живота і підхвістя. Верхівка гребеня і нижня частина крил (а також серединні криючі) також червоні, а решта тіла сірувата, світліша в черевній ділянці. У самиці червоний колір майже відсутній, обмежений верхівкою гребеня і деякими відтінками з боків і обличчя.
У обох статей дзьоб жовтий, ноги темно-тілесного кольору, а очі темно-карі.

## Спосіб життя
Харчується комахами, часто утворюючи змішані групи з іншими видами. Репродуктивний період зазвичай починається в середині березня і закінчується в середині серпня. Чашоподібне гніздо будує серед чагарників. У кладці 2-4 яєць. Насиджує самиця. Інкубація триває два тижня. Пташенята відлітають з гнізда через 10 днів.

## Підвиди
Таксон включає три підвиди:
- Cardinalis sinuatus sinuatus Bonaparte, 1838 — поширений від центральної південної частини США до центрально-східної Мексики;
- Cardinalis sinuatus fulvescens Van Rossem, 1934 — поширений з південної Аризони до північно-західної Мексики;
- Cardinalis sinuatus peninsulae Ridgway, 1887 — на півострові Нижня Каліфорнія.